# Knippboberget

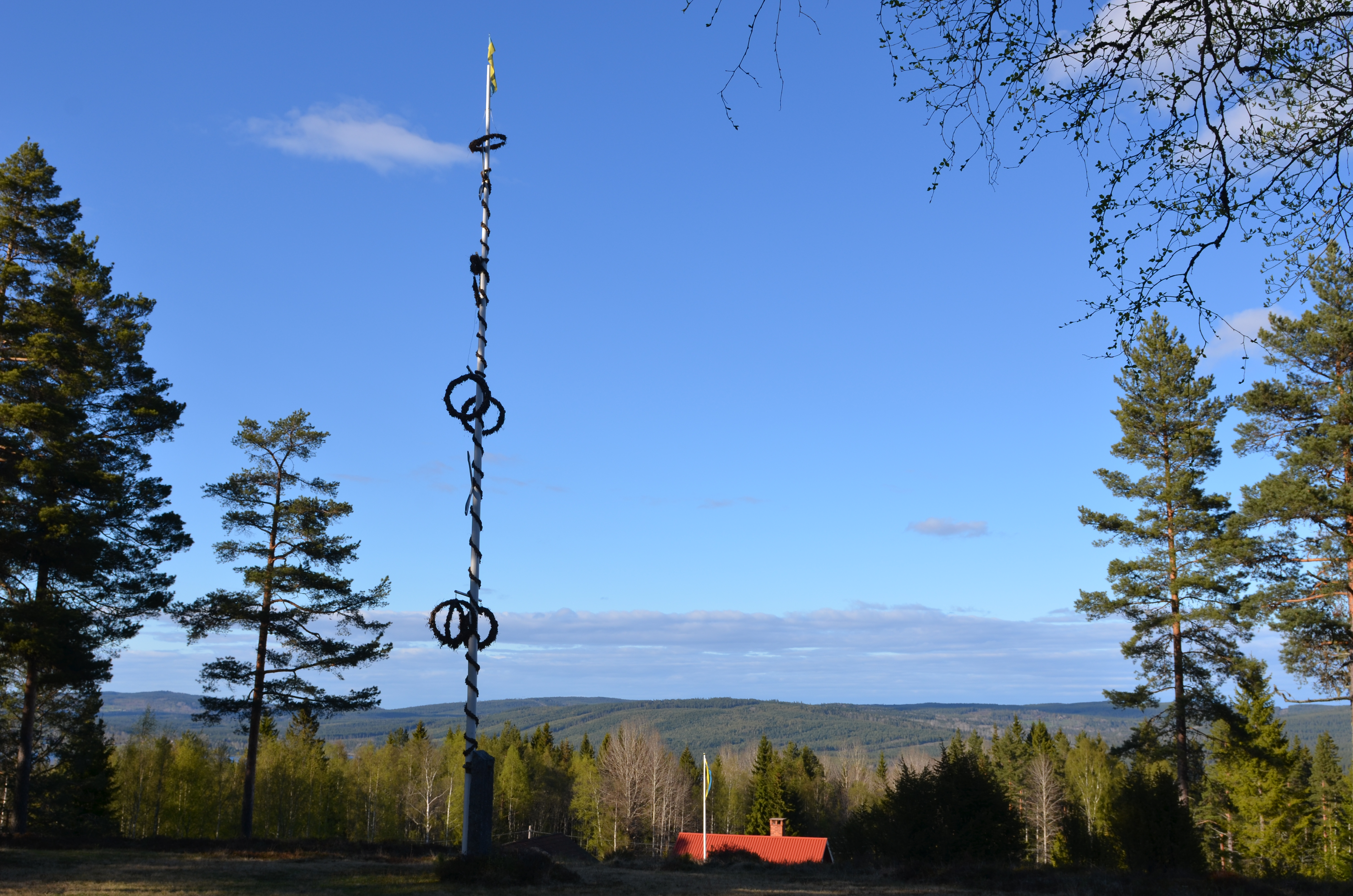
Majstången på Knippboberget.

Knippboberget är ett berg vid Insjön i Dalarna, där bland annat Sätergläntan är belägen. Här finns också tonsättaren Oskar Lindbergs orgelstuga.